# ريفاث
ريفاث (بالعبرية ריפת) هو ريفاث بن غومر بن يافث بن نوح، الشقيق الأصغر لأشكناز، والأخ الأكبر لتوجرمة وفقًا لجدول الأمم في الكتاب المقدس العبري سفر التكوين 10: 3. يظهر الاسم في بعض نسخ سفر أخبار الأيام الأول كـ «ديفاث»، نظرًا للتشابه بين الأحرف ר وד في الأبجدية العبرية والآرامية. 

## افتراضات
هويته غير معروفة تمامًا. يفترض يوسيفوس فلافيوس أنه كان الجد الأكبر للريفاثيين، والتي تسمى الآن بافلاغونيا. وجعله هيبوليتوس الرومي سلفًا لـ «السورمانيين» (وهم مختلفون عن الـ "السارماتيين"، الذين أُطلق عليهم أحفاد أخيه الأكبر أشكناز). 